# Mickaël Bourgain
Mickaël Bourgain (ur. 28 maja 1980 w Boulogne-sur-Mer) – francuski kolarz torowy, trzykrotny medalista olimpijski, czterokrotny mistrz świata.
Największymi jego osiągnięciami jest srebrny i dwukrotnie brązowy medal igrzysk olimpijskich w sprincie oraz czterokrotne mistrzostwo świata w drużynie w konkurencji sprintu – czterokrotny medalista sprintu indywidualnie.
Wielokrotny medalista mistrzostw Francji w różnych konkurencjach na torze.

## Sukcesy
2002
:2. miejsce – Sprint drużynowy, UCI World Cup – Sydney
:3. miejsce – Sprint, UCI World Cup – Sydney
2003
:1. miejsce – Sprint, UCI World Cup – Kapsztad
:1. miejsce – Sprint drużynowy, Mistrzostwa świata w kolarstwie torowym
:1. miejsce – Jazda indywidualna na czas, Mistrzostwa Francji w kolarstwie torowym
:2. miejsce – Keirin, Mistrzostwa Francji w kolarstwie torowym
:2. miejsce – Sprint, Mistrzostwa Francji w kolarstwie torowym
2004
:1. miejsce – Sprint drużynowy, Mistrzostwa świata w kolarstwie torowym
:1. miejsce – Sprint drużynowy, UCI World Cup – Aguascalientes
:1. miejsce – Keirin, UCI World Cup – Aguascalientes
:1. miejsce – Keirin, Mistrzostwa Francji w kolarstwie torowym
:1. miejsce – Sprint, UCI World Cup – Aguascalientes
:3. miejsce – Sprint, Mistrzostwa Francji w kolarstwie torowym
:3. miejsce – Sprint drużynowy, IO 2004
2005
:1. miejsce – Sprint, UCI World Cup – Los Angeles
:1. miejsce – Sprint, UCI World Cup – Manchester
:1. miejsce – Keirin, Mistrzostwa Francji w kolarstwie torowym
:2. miejsce – Keirin, UCI World Cup – Manchester
:2. miejsce – Sprint, Mistrzostwa świata w kolarstwie torowym
:2. miejsce – Sprint, Mistrzostwa Francji w kolarstwie torowym
:3. miejsce – Sprint drużynowy, UCI World Cup – Los Angeles
:3. miejsce – Sprint, UCI World Cup – Manchester
2006
:1. miejsce – Sprint drużynowy, UCI World Cup – Los Angeles
:1. miejsce – Sprint drużynowy, Mistrzostwa świata w kolarstwie torowym
:2. miejsce – Sprint, UCI World Cup – Los Angeles
:3. miejsce – Keirin, UCI World Cup – Moskwa
:3. miejsce – Sprint drużynowy, UCI World Cup – Moskwa
:3. miejsce – Keirin, Mistrzostwa Francji w kolarstwie torowym
2007
:1. miejsce – Sprint drużynowy, Mistrzostwa świata w kolarstwie torowym
:1. miejsce – Sprint, UCI World Cup – Sydney
:2. miejsce – Sprint, UCI World Cup – Pekin
:3. miejsce – Sprint, UCI World Cup – Manchester
:3. miejsce – Sprint, Mistrzostwa świata w kolarstwie torowym
:3. miejsce – Sprint, Mistrzostwa Francji w kolarstwie torowym
2008
:2. miejsce – Sprint drużynowy, UCI World Cup – Los Angeles
:3. miejsce – Sprint drużynowy, UCI World Cup – Kopenhaga
:3. miejsce – Sprint, Mistrzostwa świata w kolarstwie torowym
:3. miejsce – Sprint, Mistrzostwa Francji w kolarstwie torowym
:3. miejsce – Sprint, IO 2008
:3. miejsce – Sprint, UCI World Cup – Cali
:3. miejsce – Sprint drużynowy, UCI World Cup – Cali
2009
:1. miejsce – Sprint drużynowy, UCI World Cup – Pekin
:1. miejsce – Sprint drużynowy, Mistrzostwa świata w kolarstwie torowym
:2. miejsce – Sprint, UCI World Cup – Kopenhaga
:2. miejsce – Sprint drużynowy, UCI World Cup – Kopenhaga
2010
:3. miejsce – Keirin, UCI World Cup – Melbourne
2011
:2. miejsce – Sprint drużynowy, Mistrzostwa Europy w kolarstwie torowym
:2. miejsce – Keirin, Mistrzostwa Francji w kolarstwie torowym
:3. miejsce – Sprint, Mistrzostwa świata w kolarstwie torowym
:3. miejsce – Sprint, Mistrzostwa Francji w kolarstwie torowym
:3. miejsce – Sprint drużynowy, UCI World Cup – Astana